# Isabel May
Isabel May (Santa Mônica, Califórnia, 21 de novembro de 2000) é uma atriz norte-americana. Seu primeiro destaque foi como a estudante do ensino médio Katie Cooper na série Alexa & Katie, da Netflix. Tem também um papel recorrente como Veronica Duncan na série Young Sheldon, da CBS, e é uma das protagonistas da série 1883, do Paramount+.

## Biografia
Seu professor de inglês da sexta série sugeriu a seus pais que May deveria expressar sua criatividade de alguma forma. Depois de fazer testes por três anos sem conseguir um papel, May e seus pais decidiram ter sua escola online começando na décima série para que ela pudesse se concentrar em atuar. Seis meses depois, conseguiu o papel de Katie em Alexa & Katie sem experiência em atuação e treinamento limitado. Mais tarde, juntou-se ao elenco de Young Sheldon como o interesse amoroso do irmão de Sheldon, Georgie. Também atuou como a anfitriã da festa no filme independente Let's Scare Julie To Death, um filme de 90 minutos continuamente rodado sobre como assustar a garota solitária ao lado em uma festa de Halloween, que foi filmada em 2018.

## Filmografia

### Filmes
| Ano  | Título                     | Papel         | Notas |
| ---- | -------------------------- | ------------- | ----- |
| 2019 | Let's Scare Julie to Death | Taylor        |       |
| 2020 | Run Hide Fight             | Zoe Hull      |       |
| 2022 | I Want You Back            | Leighton      |       |
| 2022 | The Moon & Back            | Lydia Gilbert |       |
| 2023 | The Smack                  |               |       |

### Televisão
| Ano       | Título        | Papel           | Notas                         |
| --------- | ------------- | --------------- | ----------------------------- |
| 2018–2020 | Alexa & Katie | Katie Cooper    | Papel principal               |
| 2018–2020 | Young Sheldon | Veronica Duncan | Papel recorrente; 9 episódios |
| 2021–2022 | 1883          | Elsa Dutton     | Papel principal               |
| 2022—2025 | 1923          | Elsa Dutton     | Narradora                     |